# Horacio Cartes
Horacio Manuel Cartes Jara (Asunción, 5 luglio 1956) è un politico e imprenditore paraguaiano, presidente del Paraguay dal 15 agosto 2013 al 15 agosto 2018.

## Biografia
Horacio Cartes è il proprietario del conglomerato Grupo Cartes, che si compone di circa due dozzine di aziende. Cartes stato anche il presidente del Club Libertad dal 2001.
Nelle elezioni generali del 21 aprile 2013, Cartes viene eletto Presidente della Repubblica del Paraguay, per governare il paese fino al 2018.